# Steingrimma

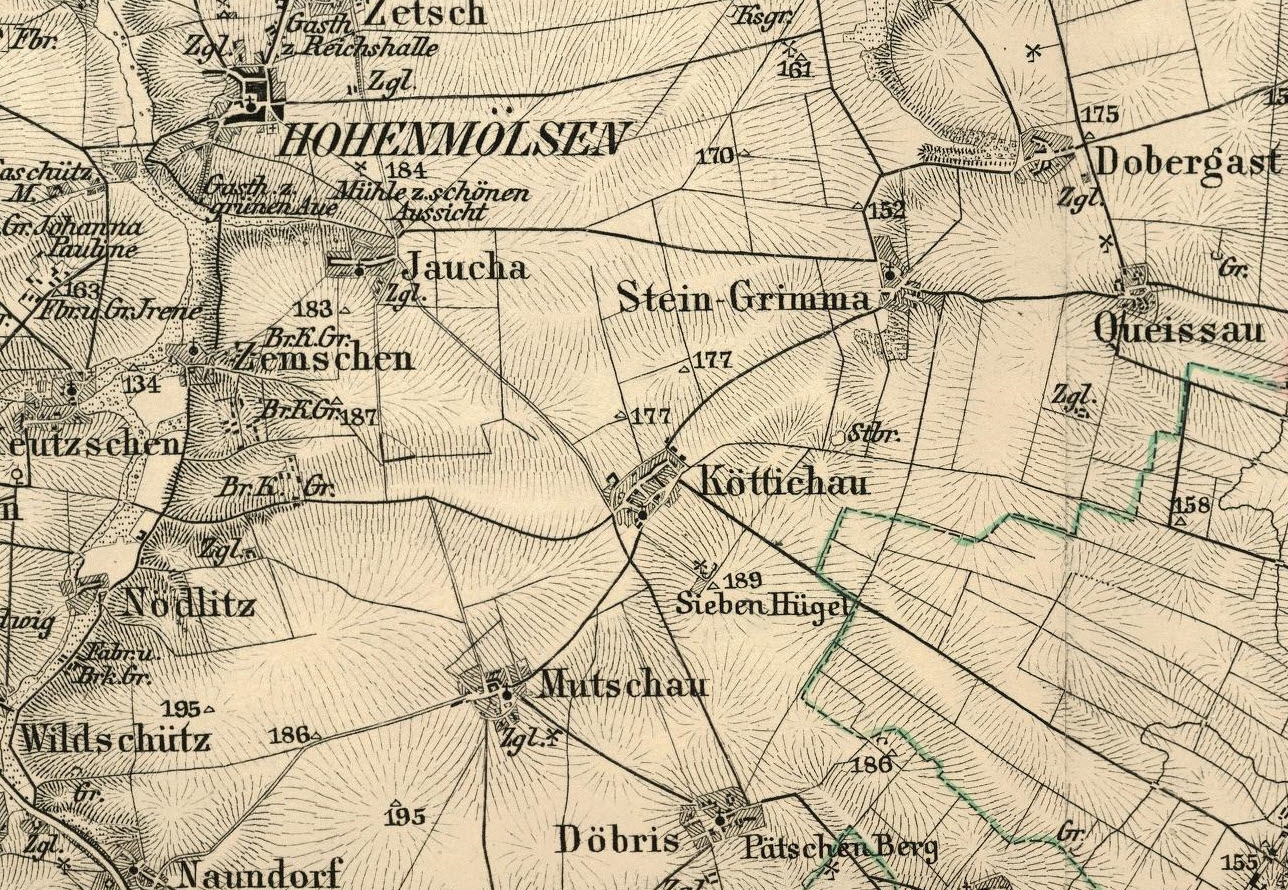
Ortslage Steingrimma und Umgebung um 1893

Steingrimma war ein ehemaliges Kirchdorf im heutigen Burgenlandkreis in Sachsen-Anhalt. Der Ort lag rund vier Kilometer südöstlich von Hohenmölsen. Im Jahr 1980 wurden in Auswirkung des Braunkohlebergbaus 178 Einwohner umgesiedelt, die Gemeinde devastiert und anschließend vollständig überbaggert. Die Löschung aus dem Gemeinderegister erfolgte 1981. Die einstige Ortslage ist heute Teil einer Ackerfläche.

## Geschichte
Die älteste urkundliche Erwähnung ist 1091 als Crymene bekannt, mit Wandlungen des Ortsnamens 1378 in Krymmen und ab 1458 in Steinkrymen. Der ursprüngliche Name wird als Ableitung vom altsorb. Kremen (dt. Kieselstein) verstanden, womit Steingrimma eine Dopplung darstellt.
Die in einem dicht bewaldeten Tal gelegene Siedlung war wendischen Ursprungs. Durch den Ort floss die Grunau, auch Grunebach genannt. Bis zur Mitte des 20. Jahrhunderts betrieben die Einwohner überwiegend Ackerbau und Viehzucht. Die Felder der Gemeinde wurden als äußerst fruchtbar beschrieben. Zudem befanden sich schon in sehr frühen Zeiten in unmittelbarer Nähe des Ortes Tongruben und ein Steinbruch. Mittels des wendischen Wortes „grim“, „tiefgelegenes, von Wasser und nassen Wiesen umgebenes Gelände“ bedeutend, ergibt sich eine weitere Erklärung für den Ortsnamen Stein-Grimma.
Den Auftrag zum Bau einer Rundkapelle im Ort erteilte im 11. Jahrhundert Wiprecht von Groitzsch. Die sonst nur in Byzanz bekannte, als Rotunde ausgeführte Bauform der Kirche galt als einzigartig in der Gegend. Während des Dreißigjährigen Kriegs wurde der Kirchbau zerstört und im Jahr 1692 von Grund auf neu errichtet. Im Kirchturm befanden sich zwei Glocken. Der Verbleib der aus den Jahren 1484 und 1733 stammenden Glocken ist unbekannt. 1877 wurde eine kleine, einmanualige Orgel von Conrad Geißler mit sieben Registern eingebaut, versetzt vor 1981 in die Dorfkirche Meyhen. Bis zur Mitte des 19. Jahrhunderts gehörte die Kirche in Steingrimma als Filialkirche zur Parochie Dobergast.
Nachweislich seit Anfang des 14. Jahrhunderts, sehr wahrscheinlich schon früher, besaß die meißnische Adelsfamilie von Draschwitz ein Vorwerk in Steingrimma. Um das Jahr 1824 zählte der Ort 21 Häuser, 80 Einwohner und zwölf große Bauernhöfe. Die Gemeinde galt als sehr wohlhabend.
20. Jahrhundert
Obwohl ab dem Jahr 1908 zwischen Steingrimma und Queisau eine kleine Grube namens Bunge-Nebe im Untertagebau mit der Förderung von Braunkohle begann, blieb der Ort aufgrund seiner idyllischen Tallage bis zur Mitte des 20. Jahrhunderts ein beliebtes Ausflugsziel. Dass sich unter Steingrimma ein bis zu 75 Meter mächtiges Flöz mit sehr fester Kohle befand, war seit 1911 bekannt. Jedoch erreichte erst nach Gründung der DDR der Braunkohlenabbau eine neue Dimension. Zur Energieerzeugung setzte die DDR nahezu ausschließlich heimische Braunkohle ein. Die Maximierung der Fördermengen führte zur Inanspruchnahme riesiger Flächen. Orte, die in den Kohlefeldern lagen, wurden konsequent abgebaggert. Die größte Zahl der Ortsabbrüche und Umsiedlungen in Mitteldeutschland fiel daher in die Zeit der DDR. Jahrhunderte alte Gutshöfe, Kirchen und Kulturdenkmale wurden zerstört, Friedhöfe entweiht, ganze Wälder gerodet, Flüsse und Bäche verlegt, kanalisiert oder eingedeicht. Der Abbau der Braunkohle erfolgte in der DDR praktisch ohne Rücksicht auf Menschen oder Umweltbelange.
Als erste Nachbargemeinden fielen 1957 Mutschau, 1960 Köttichau und 1967 Döbris dem Tagebau Pirkau zum Opfer. Die Auskohlung dieses Tagebaus war 1969 abgeschlossen. Zu dieser Zeit fiel der Entschluss, den Tagebau Profen in südliche Richtung zu erweitern und die Orte Queisau, Steingrimma und Dobergast zu devastieren. Eine Werksbahn vom Tagebau Profen zum Braunkohlekraftwerk Deuben bestand bereits seit Mitte der 1950er Jahre. Das Abbaufeld Profen-Süd/D1 trug aufgrund des ergiebigen Flözes synonym die Bezeichnung Steingrimmaer Kessel. Ende der 1970er Jahre erreichte der Tagebau den Ort. Die 178 Einwohner von Steingrimma wurden 1980 überwiegend in die neu entstandene Plattenbausiedlung Hohenmölsen-Nord umgesiedelt, gemeinsam mit den rund 430 Einwohnern von Queisau (1979/80) und Dobergast (1983/84).
Nach der im Jahr 1998 abgeschlossenen Auskohlung wurde der „Steingrimmaer Kessel“ mit Abraummassen verfüllt und der Kippenboden rekultiviert. Die ehemaligen Gemeindegebiete von Steingrimma und Queisau erhielt 1981 katasteramtsrechtlich zunächst Dobergast zugeordnet. Wiederum ging die Flur der 1984 devastierten Gemeinde Dobergast zum 1. Januar 1985 auf Großgrimma über. Ende des 20. Jahrhunderts fiel der Beschluss, diesen Ort ebenfalls zu überbaggern, sodass am 1. Juli 1998 eine Eingemeindung der Flur von Großgrimma zur Stadt Hohenmölsen erfolgte.
21. Jahrhundert
Landschaftlich erinnert nichts mehr an das ehemals dicht bewaldete Tal von Steingrimma. Anstelle der früheren Ortslage wird auf rekultiviertem Boden Ackerbau betrieben und Strom mittels Windkraftanlagen erzeugt. Ein sogenannter Heimatstein am nahegelegenen Mondsee gedenkt zusammen mit anderen an das Dorf.